# Alanya
Alanya es una ciudad costera y sitio de veraneo de la provincia de Antalya en la región mediterránea de Turquía, a 120 km de la ciudad de Antalya. Además, es un distrito (en turco: ilçeler) que forma parte de la provincia de Antalia. La zona urbana posee un población de unos 384.949 habitantes. En su gran mayoría la población proviene de Anatolia, aunque también hay casi 10 000 residentes europeos.
Debido a su ubicación estratégica sobre una pequeña península en el mar Mediterráneo a los pies de los montes Tauros, desde tiempos inmemoriales Alanya ha sido un punto de referencia de numerosos imperios del Mediterráneo, entre otros los ptoloméico, romano, bizantino y otomano. En el plano político, Alanya alcanzó una gran relevancia durante la Edad Media debido al sultanato de Rüm bajo el reinado de Alâeddin Keykûbad, de quien la ciudad toma su nombre. Muchas de las principales edificaciones de la ciudad fueron realizadas bajo su gobierno, incluyendo la Kızıl Kule (Torre roja), Tersane (Astilleros), y el castillo de Alanya.
El clima mediterráneo relativamente moderado, las atracciones naturales y el patrimonio histórico hacen de Alanya un destino popular para el turismo, responsable del 9% del sector turístico turco y del 30% de las compras extranjeras de bienes inmuebles en el país. El turismo ha aumentado desde 1958 para convertirse en el sector dominante en la ciudad, y ha causado un aumento de la población de la ciudad. E y  tienen lugar En Alanya tienen lugar anualmente festivales culturales y eventos deportivos de clima cálido.

## Nombres
La ciudad ha sido dominada a lo largo de la historia por diferentes pueblos situación que causó que fuera conocida por diversos nombres desde la antigüedad. Fue conocida en griego koiné como Coracesio y en latín por Coracesium. Este nombre se deriva del hitita Korakassa que significa ¨ciudad saliente¨. Durante la dominación del Imperio bizantino se le conoció como Kalon Oros que significa ¨montaña bella¨. En las lenguas romances de la actualidad es conocida a veces por Coracesio. Los selyúcidas le dieron el nombre de Alaiye, derivado del nombre del sultán Alaeddin Kaikubad I. Entre los siglos XIII y XIV los mercaderes italianos llamaron a la ciudad Candelore o Candelloro. El nombre actual de la ciudad fue oficialmente adoptado cuando Kemal Atatürk visitó la ciudad en 1935. Se dice que la ¨i¨ y la ¨e¨ del nombre antiguo Alaiye fueron cambiados por error al enviar un telegrama en 1933.

## Historia

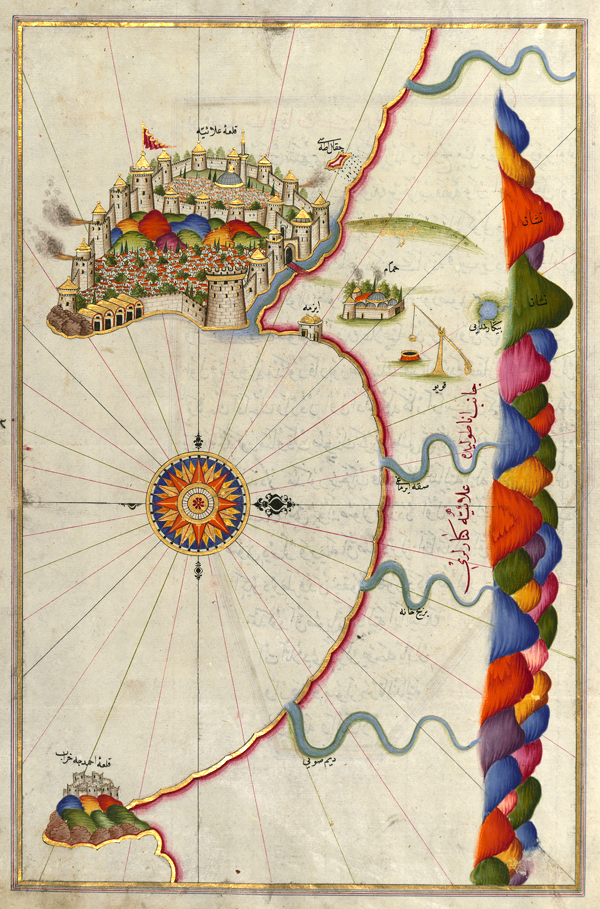
Mapa de Piri Reis de Alanya de 1525, que muestra la extensión de la ciudad medieval y la ubicación en la llanura de Panfilia.

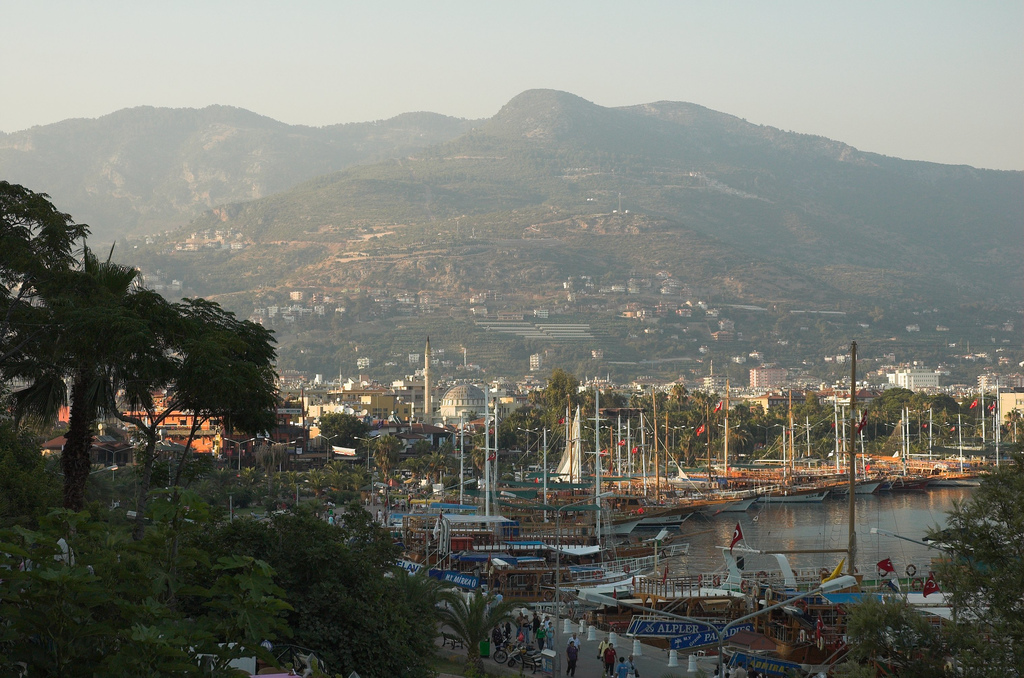
El casco céntrico de la ciudad se encuentra próximo al puerto.

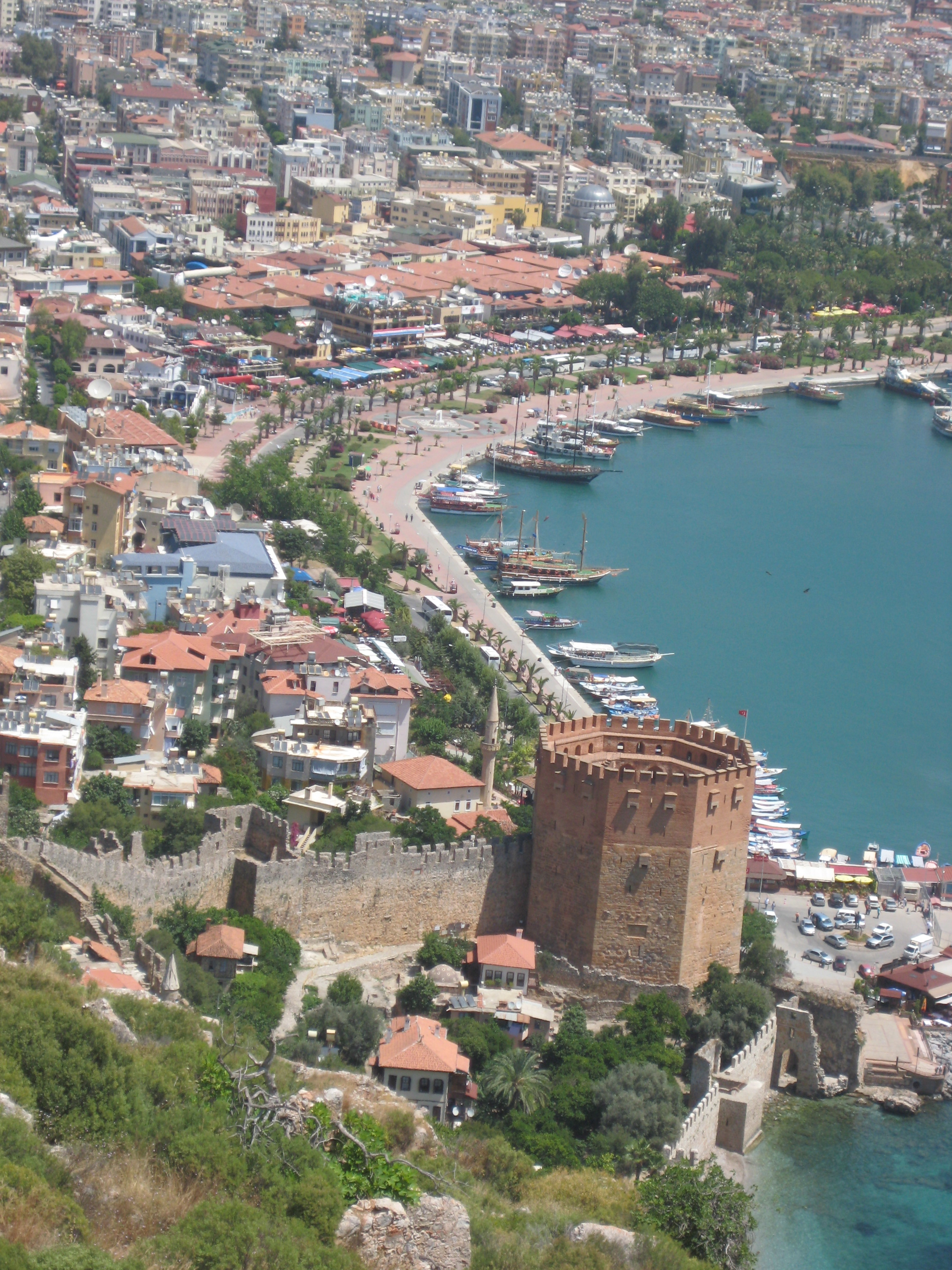
Vista de Alanya Torre Roja y el Puerto

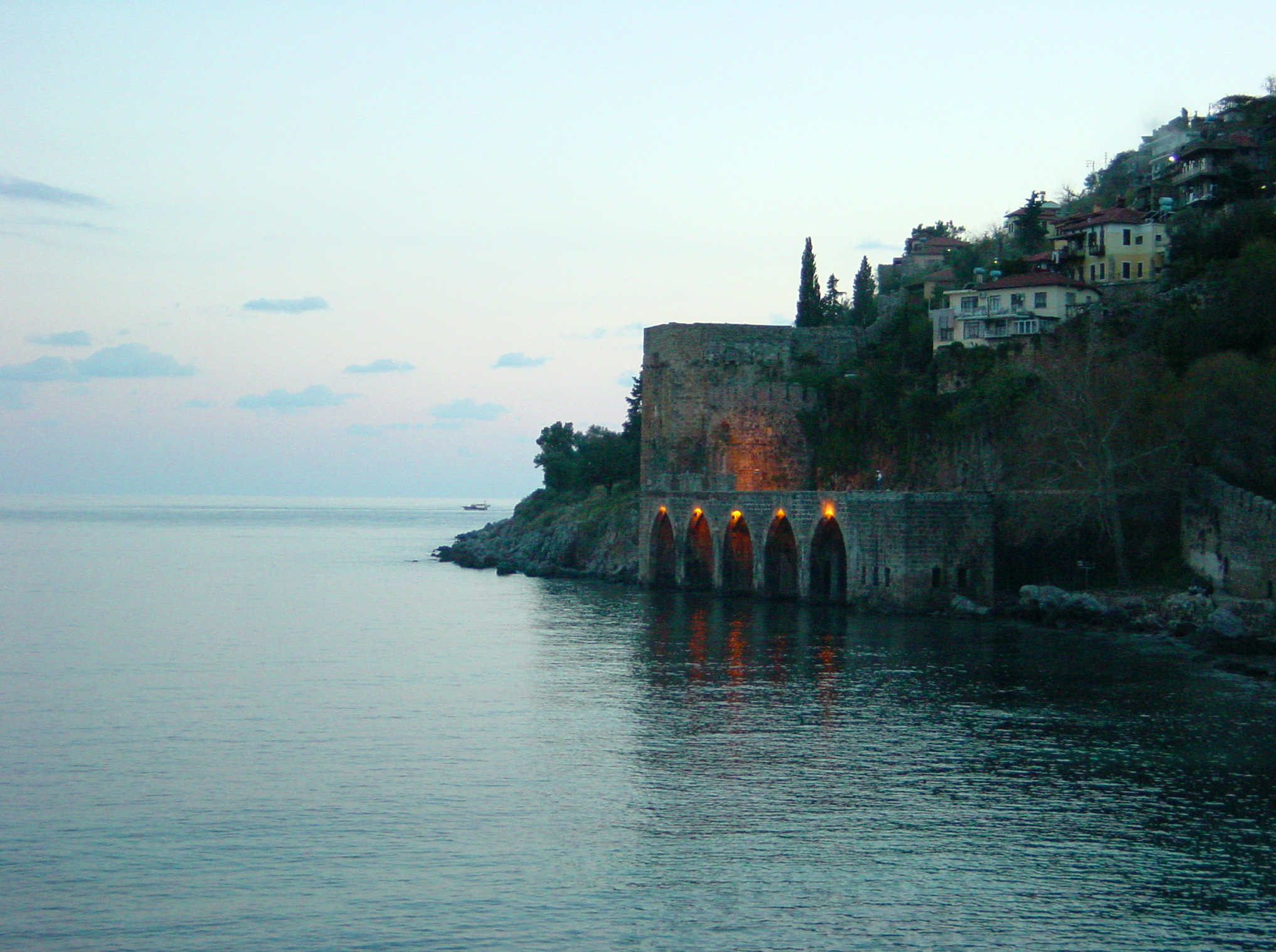
En la era selyuka Tersane era un dique seco para barcos.

Hay indicios de ocupación humana durante el periodo paleolítico que se remonta a 20.000 a. C. en una gruta cercana a Kadrini. El área fue probablemente habitada por los hititas entre los siglos XVI al XII a. C. y por los persas aqueménidas entre los siglos VI al 
IV a. C. En el distrito se encontraron inscripciones en fenicio que datan del año 625 a. C. y la ciudad es mencionada en un manuscrito griego sobre geografía del siglo IV a. C.
Después del 323 a. C. los sucesores de Alejandro Magno cedieron el gobierno de la región a Ptolomeo I Sóter, un general de Alejandro Magno. Fue durante la época helenística que la ciudad fue fortificada. Ptolomeo y sus sucesores mantuvieron un dominio lejano sobre la población lo que permitió que el puerto se convirtiera en un refugio para piratas muy concurrido. La ciudad se resistió al rey Antíoco III el Grande del vecino Imperio seléucida en 199 a. C., pero apoyó a Diodoto Trifón cuando usurpó la corona seléucida entre el 142 y 138 a. C. Diodoto emprendió la construcción de nuevas fortificaciones y de un nuevo puerto, pero sus obras fueron terminadas por su sucesor y rival, Antíoco VII en 137 a. C.
La República romana combatió a los piratas cilicios en 102 a. C. cuando Marco Antonio el Orador estableció un proconsulado en las cercanías de Side. La piratería en Alanya fue definitivamente erradicada después de la victoria de Pompeyo en la batalla de Coracesio en 67 a. C., después de la cual la ciudad fue incorporada a la provincia romana de Panfilia. Los ataques de los isaurios fueron un problema constante para los romanos durante su dominación, hubo insurrecciones tribales entre los siglos IV y V d. C., la mayor de las cuales se dio entre 404 y 408. Después del derrumbamiento del Imperio romano en el área occidental del Mediterráneo, la ciudad pasó a estar bajo el dominio del Imperio romano de Oriente o Imperio bizantino convirtiéndose en una diócesis dependiente de Side, en la diócesis metropolitana de Pamphylia Prima.
Los árabes llegaron en el siglo VII bajo la bandera del Islam lo que conllevó a la necesidad de construir nuevas fortificaciones. El año 681 marcó el final de la diócesis de Alanya, aunque san Pedro de Atroa se refugió en la ciudad a principios del siglo IX para refugiarse de las persecuciones del periodo iconoclasta. Después de la Batalla de Manzikert, en la cual los bizantinos fueron derrotados por los turcos selyúcidas, la zona quedó bajo dominio de los vencedores hasta 1120 en que fue reconquistada por el emperador bizantino Juan II Comneno.
Después del ataque de la Cuarta Cruzada (1202-1204) a los bizantinos, el reino cruzado de Cilicia tuvo control intermitente de la ciudad. En 1221 los turcos selyúcidas toman control de Alanya a través del noble armenio Kir Fard cuando el líder selyúcida Alaeddin Kayqubad I captura la ciudad y se casa con la hija de Kir Fard. Alaeddin nombró a su suegro armenio gobernador de Akşehir. El gobierno selyúcida marcó el apogeo de la ciudad, convirtiéndose en la capital de invierno del imperio. Grandes construcciones como las ciudades gemelas, las murallas, Kızıl Kule (Torre Roja), el arsenal y el tersane o astillero naval convirtieron a Alanya en un puerto marítimo importante para el comercio mediterráneo, particularmente con el Imperio Ayubida de Egipto y las ciudades-estado italianas. El sultán Alaedin también construyó jardines y pabellones fuera de las murallas. Muchas de estas obras todavía existentes fueron probablemente financiadas por el propio sultán o por emires locales. El hijo de Alaeddin, el sultán Kaikosru II continuó con la campaña de construcciones edificando una cisterna en 1240. 
Con la victoria en la Batalla de Köse Dağ, el 26 de junio de 1243, los mongoles establecen su control sobre toda Anatolia y dominaron la ciudad durante casi un siglo, no obstante, con las invasiones esporádicas de los beilicatos (pequeños estados turcos). En 1293 los karamánidas tomaron el control de la ciudad liderados por Mecdüddin mahmud, pero su control sobre ella fue intermitente. En 1427 los karamánidas vendieron Alanya al Sultanato mameluco de El Cairo por cinco mil monedas de oro.
En 1471 la ciudad fue conquistada para el Imperio otomano por el general y gran visir Gedik Ahmed Paşa, pasando Alanya a ser la capital de un sandjak (división administrativa otomana) del eyalato (provincia) de Içel (actual Mersin). Los turcos otomanos ampliaron su control en 1477 cuando convirtieron en monopolio estatal el comercio de la madera, la actividad de exportación más importante de la ciudad, hasta entonces dominado por los venecianos. El 6 de septiembre de 1608, la ciudad resistió un ataque naval de la Orden de San Esteban, de Venecia.
El descubrimiento de rutas marítimas hacia la India y la consecuente apertura de rutas oceánicas directas desde Europa occidental hasta India y el Lejano Oriente a inicios del siglo XVI, tuvo un fuerte impacto negativo en la economía de la región. El impacto económico fue de tal magnitud que a finales del siglo XVI, Alanya no fue considerada como centro urbano en los registros de impuestos. En 1571 los otomanos integraron la ciudad a la provincia de Chipre, creada luego de la conquista de esa isla ese mismo año. Esto disminuyó todavía más la importancia económica de Alanya. El viajero turco Evliya Çelebi la visitó en 1671 o 1672 y escribió acerca del buen estado del castillo, pero también hizo referencia a la decadencia de los suburbios. En 1864 la ciudad pasó a pertenecer a la provincia de Konya, para en 1868 ser integrada a la provincia de Antalya hasta la actualidad (2012). Durante los siglos XVIII y XIX fueron construidas numerosas villas por miembros de la nobleza otomana y las autoridades locales de la dinastía karamánida promovieron algunas obras públicas. 
Como consecuencias de la derrota otomana en la Primera Guerra Mundial y del Acuerdo de Saint-Jean-de-Maurienne, celebrado en el verano de 1917 entre Francia, Italia y Reino Unido, en el cual se delineó la partición del Imperio otomano, Alanya fue entregada a Italia. La soberanía italiana se mantuvo hasta 1923, cuando el Tratado de Lausana determinó que la región fuese entregada a la recién creada República de Turquía. Como otras ciudades de la región, Alanya fue fuertemente afectada por los acontecimientos que marcaron el inicio de la república turca, la guerra de independencia y el subsiguiente intercambio de población entre Turquía y Grecia. Según el censo otomano de 1893 habían 964 griegos entre una población de 37.194.
El turismo comenzó con turcos que iban a Alanya en la década de los años 1960 para disfrutar de las supuestas propiedades curativas de la gruta de Damlataş. La construcción del Aeropuerto de Antalya permitió a la ciudad convertirse en un destino turístico importante a nivel internacional. La población creció significativamente en la década de los años 1990 como resultado de la inmigración y provocó la rápida modernización de la infraestructura.

## Geografía

Mapa de la península de Alanya

Alanya está localizada en el golfo de Antalya, en la planicie costera anatolia de Panfilia, entre los montes Tauro al norte y el mar Mediterráneo al sur, haciendo parte de la llamada Rivera Turca y ocupando aproximadamente 70 km de costa. De oeste a este el distriot está limitado por el distrito de Manavgat a lo largo de la costa, las regiones montañosas de Gündoğmuş, Hadim y Taşkent en la provincia de Konya, Sarıveliler en la provincia de Karaman y Gazipaşa, en la costa. El municipio de Manavgat alberga los sitios arqueológicos de Side y Selge.
La planicie de Panfilia, entre el mar y las montañas es un ejemplo aislado de bosque mediterráneo oriental. Constituido principalmente por cedro del Líbano, matorrales de hoja perenne, higueras y el pino negro. El Macizo de Alanya hace referencia al área de roca metamórfica del este de Antalya. La formación está dividida en tres nappes de menor a mayor, el Mahmutlar, el Sugözü y el Yumrudağ. Una litología similar se extiende por debajo de la ciudad en una ventana tectónica. La zona al norte de la ciudad es rica en bauxita, un mineral de aluminio y hay estudios que indican que la exploración minera de esos recursos es rentable.
Las partes occidental y oriental de Alanya están divididas por una península rocosa que constituye una de las características distintivas de la ciudad. El puerto, gran parte del centro y la playa de Keykubadquedan al este de la península. La playa de Damlataş, famosa por sus ¨grutas goteantes¨ y la playa de Cleopatra se encuentran al oeste. Se cree que el nombre de esa playa se origine de la posibilidad de que la reina ptolemaica haya visitado el lugar o nporque la playa formó parte de la dote a ella ofrecida por Marco Antonio. Otras versiones cuentan que Cleopatra y Marco Antonio pasaron su luna de miel en Alanya. La avenida principal, llamada Atatürk Bulvarı, corre paralela al mar y divide la parte sur, más turística, de la parte norte, más tradicional, que se extiende hasta las montañas. La Çevre Yolu Caddesi, otra de las avenidas principales, rodea la ciudad por el norte.

## Clima
Alanya tiene un clima continental mediterráneo. La mayor parte de las precipitaciones de lluvia ocurre en invierno, provocando veranos largos, calientes y secos, lo que está en el origen del eslogan usado por el departamento de turismo local: donde el sol sonríe. No es rara la aparición de trombas marinas, principalmente en el otoño. La presencia de los montes Tauro junto al mar causa produce neblina que a veces producen arcoíris visibles en muchas mañanas. En días cálidos del invierno es posible avistar nieve desde la ciudad debido a la altura de las montañas. La temperatura media anual del agua de mar es de 21,4 °C, subiendo a una media de 27,6 °C en el mes de agosto.

## Demografía
La población de Alanya se triplicó entre 1990 y 2007, pasando de 52.000 habitantes en 1990 a 135.000 en 2007. Ese mismo año (2007) se estimaba la población de la región en 390.000. Una de las causas señaladas para este crecimiento poblacional es el gran crecimiento del sector inmobiliario. En 2009 la población del distrito era de 241.451 personas de las cuales 131.434 residían en el área urbana de la capital y 94.316 en el centro. En 2007 había registrados 9.789 residentes extranjeros, la mayoría de origen europeo. Ese mismo año, entre las comunidades extranjeras se destacabam, por su número, la comunidad alemana con 2.749 residentes y la danesa con 2.082. En 2008 había 17.850 propietarios extranjeros, 24,4% del total nacional. La mayor parte de la población extranjera sobrepasa los cincuenta años de edad. Durante el verano la población aumenta debido a la gran cantidad de turistas, anuelmente pasan por la ciudad 1,1 millones de turistas. Tanto los turistas extranjeros como los turistas turcos garantizan los ingresos de una parte considerable de la población.
La ciudad de Alanya tiene muchos inmigrantes del sudeste de Anatolia y del Mar Negro. En los años dos mil se dio cierta inmigración ilegal de proveniente de Oriente Medio y Asia Meridional. Una parte de estos inmigrantes tenían previsto establecerse en Turquía, mientras que otros buscaban una manera de llegar a países miembros de la Unión Europea. En las montañas al norte de Alanya habitan nómadas de la etnia yörük. Existe también una comunidad pequeña de africanos descendientes de personas traídas como esclavos en la época otomana.
La inmensa mayoría de la población, el 99%, es musulmana. Aunque existen algunas iglesias antiguas, no existen servicios religiosos cristianos con regularidad. En 2006, abrió una iglesia protestante de lengua alemana, señal de la población europea de religión cristiana en la ciudad. El Centro Cultural Atatürk es cedido con regularidad a grupos cristianos para las ceremonias más concurridas.
No hay noticias de residentes de religión judía en la ciudad, sin embargo, turistas israelíes la visitan, principalmente a bordo de cruceros. En momentos de tensión se han dado casos aislados de discriminación contra esos turistas, un ejemplo fue durante la Guerra de El Líbano de 2006 cuando un comerciante prohibió la entrada a israelíes a su tienda.

## Gobierno local

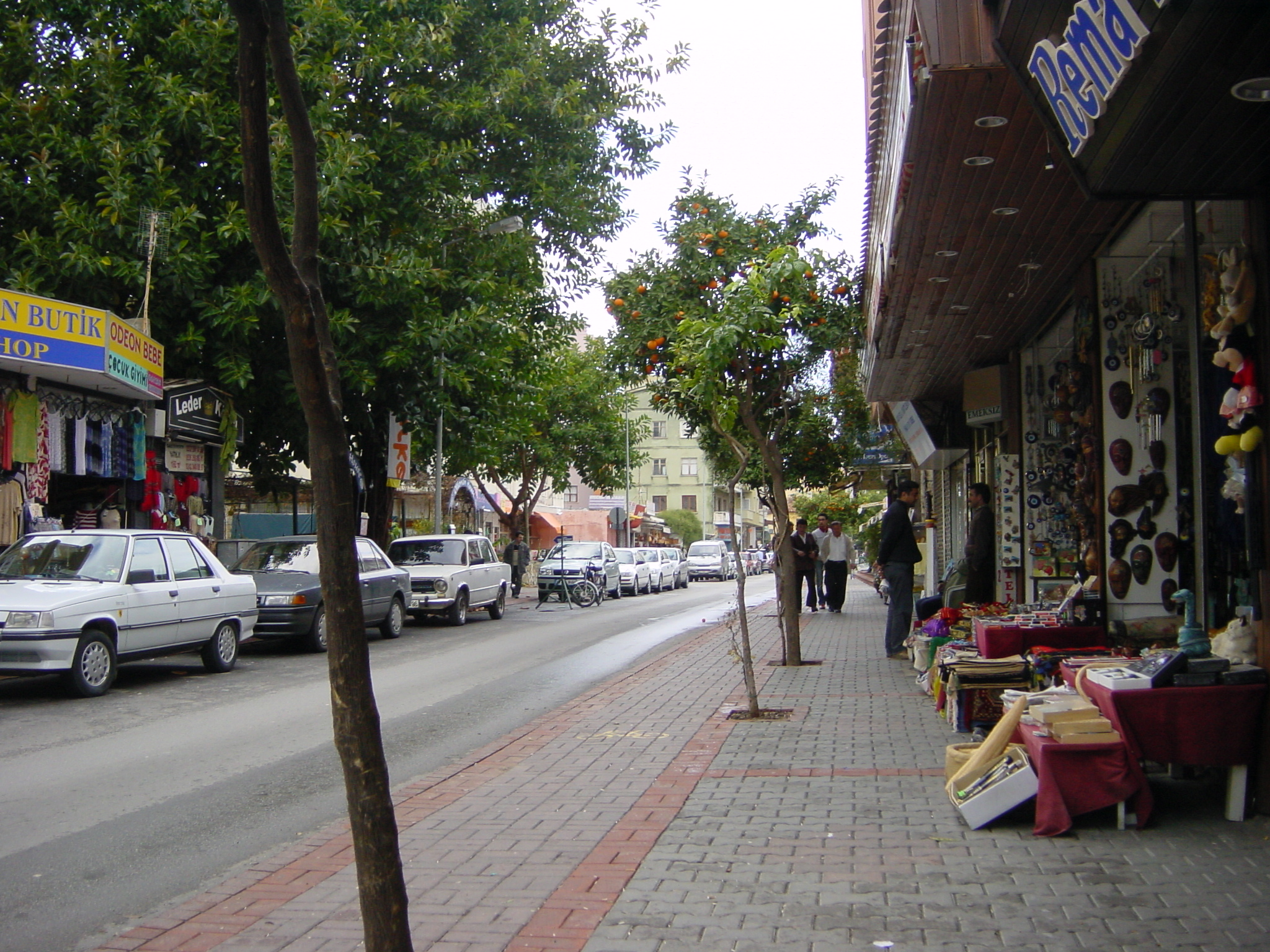
Calle del centro de la ciudad (Tevfikiye Cadesi).

El distrito de Alanya fue fundado en 1872 y las primeras elecciones autárquicas se llevaron a cabo en 1901. Para el año 2010, el distrito estaba gobernado por un alcalde o prefecto y un consejo de distrito compuesto por veinticinco miembros. Para ese mismo año la mayoría de los consejeros pertenecían al Partido de la Justicia y el Desarrollo (AKP) con doce de los veinticinco miembros. El AKP es también el partido gobernante a nivel nacional. El Partido de la Madre Patria (Anavatarı, antiguo ANAP) tiene ocho miembros, el Partido Republicano del Pueblo (CHP) tiene tres y el Partido de Acción Nacionalista tiene dos. Desde 1999 el alcalde de la ciudad es Hasan Sipahioğlu. Fue elegido en 1999 y en 2004 por el Anavatam, pero en julio de 2009 se unió al AKP. Las elecciones se llevan a cabo cada cinco años y las próximas están pautadas para el 2014. Aparte del alcalde o presidente hay un vicealcalde, quien frecuentemente representa a la ciudad en diferente eventos, en su mayoría de carácter deportivo.
El distrito de Alanya está dividido en diecisiete municipios, uno de ellos corresponde al centro de la ciudad. Además existen noventa y dos aldeas o villas (köyler). Además del gobierno electo localmente, existe un gobernador nombrado por el gobierno central, cargo ocupado en la actualidad (2012) por Hulusi Doğan. En las elecciones nacionales de 2007 el partido más votado fue el AKP, seguido de cerca por el CHP y por el DYP (Partido de la Vía Justa, Doğru Yol Partisi en turco). A finales de 2009 el DYP hizo alianza con el Anavatan para formar el Partido Democrático, DP. Mevlüt Çavuşoğlu, es el único natural de Alanya que es miembro de la Gran Asamblea Nacional de Turquía, representando a la provincia de Antalya. Es el presidente de la Comisión parlamentaria de migraciones, refugiados y población y también es presidente de la Asamblea Parlamentaria del Consejo de Europa.